# Різдвянка (Запорізький район)
Різдвя́нка — село в Україні, у Тернуватській селищній громаді Запорізького району Запорізької області. Населення становить 791 осіб. До 2020 року орган місцевого самоврядування — Різдвянська сільська рада.

## Географія

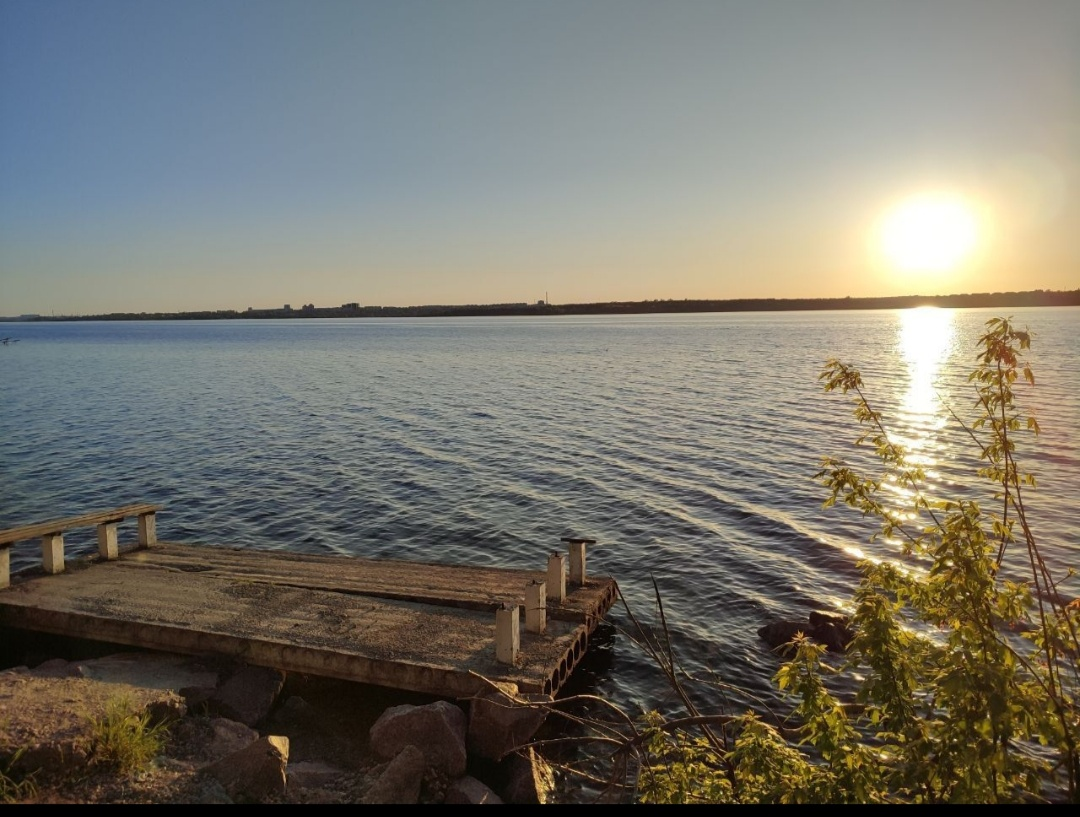
Ставок в центрі Різдвянки

Село Різдвянка розташоване за 101 км від обласного центру та 8 км від адміністративного центру селищної громади, на березі річки Нижня Солона. Вище за течією на відстані 2 км розташоване село Придорожнє. Річка в цьому місці пересихає, на ній зроблена загата. Розташоване в верхів'ях річки Верхня Терса (на правому і лівому берегах балки Зайцевої та балки Солоної) — правої притоки річки Верхня Терса за 23 км від селища Новомиколаївки. Найближча залізнична станція Гайчур — 9 км.

## Історія
Село Різдвянка засноване 1843 року (до появи результатів досліджень кандидата історичних наук, уродженця села Різдвянки Олександра Петровича Кривошия, датою заснування цього населеного пункту вважалися за різними джерелами 1796 чи 1823 роки).
Різдвянка (до 1917 року — слобода Рождественская, Рождєствєнка) — адміністративний центр однойменної сільської ради,  В «Історії міст і сіл УРСР» про заснування Різдвянки говориться в дуже загальних фразах: «…Село засноване в 1823 році переселенцями із Росії, Польщі, Литви».
Між тим, місцевість, де тепер розташоване село Різдвянка, з давніх-давен була заселена піонерами південноукраїнського Степу — козаками-запорожцями. У цілинному степу, де за спогадами старожилів, «тирса сивіла як дим, та ще де-не-де — кущі верболозу і терну», а «бабаків було більше, ніж аврахів», по балках, поблизу джерел з питною («доброю») водою, розташовувалися козацькі курені та зимівники. В одних козаків «…для зими були теплі хати, а для літа — курені, інші ж літо й зиму жили в куренях. Курені були великі, а щоб тепло було, козак наносить листя, сіна, простелить повсть, натягне на себе кожуха та й спить. Хоч який мороз, а йому байдуже…». Жили запорожці вільно. Випасали худобу, ловили в степових річках рибу, торгували і воювали. З тих часів значна кількість урочищ цього краю носить назви, які, очевидно, походять від запорозьких прізвиськ, — балки Бірюча, Зайцева, Куликова, Вовча, Зайцева могила тощо.
Після зруйнування у 1775 році козацьких вольностей Російська імперія розпочала процес колонізації, освоєних козаками, південноукраїнських земель. Колишній козацький степ мав служити інтересам імперської феодально-поміщицької держави. Степова місцевість між лівим берегом річки Гайчул і правим берегом річки Верхня Терса названа в тогочасних документах Вербовою пусткою (рос. Вербовая пустошь), після декількох територіально-адміністративних реформ і переділів 1802 року ввійшла до складу новоствореного Олександрівського повіту (так офіційно край почав називатися з 1806 року).
Землі Вербової пустки (пустошь Вербовая) були віддані у рангові дачі поміщиці Олександрі Миколаївні Писемській, яка отримала 4500 десятин цілинної землі, і відставному майору Якиму Григор'єву, якому дісталось 1800 десятин [5, с. 36].
Заселення багатої на чорноземи і бідної на воду Вербової пустки виявилось для поміщиків справою доволі проблематичною, тому з часом їхні землі були знову повернуті у власність держави.
Відповідно із «Відомостями Катеринославської губернії, Олександрівського повіту, з показом числа душ чоловічої і жіночої статі та числа десятин землі зручної і незручної», складеної в серпні 1805 року, землі Вербового пустища залишались незаселеними.
Мапа Олександрівського повіту Катеринославської губернії 1795—1816 років свідчить про те, що в межах означеної місцевості сільських населених пунктів не було.
1841 року уряд Російської імперії ухвалив рішення про переселення на державні «пустопорожні» землі Катеринославської губернії 21500 душ державних селян чоловічої статі. Упродовж 1841—1847 рр. до Олександрівського повіту було переведено 38197 чоловіків і жінок державних селян. Вони започаткували на визначених державою ділянках землі 41 нове поселення [8, c. 90]. Згідно зі «Списками переселенців Олександрівського повіту», які зберігаються у фондах Державного архіву Запорізької області, 16 травня 1843 року до новозаснованого «казенного селения Рождественская» прибули перші 24 сім'ї державних селян. Переселенці були із Полтавської (21 сім'я у складі 69 осіб чоловічої і 73 осіб жіночої статі) та Харківської губерній (3 сім'ї державних селян у складі 28 осіб чоловічої статі і 15 осіб жіночої). Відтак першими поселенцями слободи Рождєствєнская стали сім'ї полтавських козаків, вихідців із села Подохи, Барковської волості, Гадяцького округу Полтавської губернії Давида Артемовича Соколенка, Федора Микитовича Михайлика і Дем'яна Спиридоновича Шульженка та сім'ї військових обивателів (колишніх козаків), вихідців із хутора Куликів Лебединського округу Харківської губернії, Василя Івановича Кривошия, Карпа Лук'яновича Линника та Григорія Кириловича Кривошия. Пізніше до них приєднались переселенці — вихідці із Київської, Чернігівської та Катеринославської губерній.
Перехід на нові, степові землі для людей, що виростали в іншій природній і кліматичній зоні, був досить ризикованою і небезпечною справою. Утворене «в степи глухой и непроходимой» поселення спиналось на ноги важко і повільно. Переселенці потерпали від невлаштованості побуту, відсутності достатньої кількості придатної для вживання питної води, голоду і хвороб. У 1848—1849 роках в Різдвянці, як і в багатьох інших степових поселеннях Олександрівського повіту, лютувала холера. За даними 90-го народного перепису (ревізії) 1850 року в казенному поселенні слобода Рождєствєнская мешкало 170 осіб чоловічої та 156 осіб жіночої статі. Слободами на той час називались нові поселення, мешканці яких на певний період звільнялися від феодальних і державних повинностей. За цей час вони мали обжити місцевість, створити господарську інфраструктуру.
1866 року в слободі Рождественська була збудована Різдво-Богородична церква, і першим священиком новозбудованої церкви став отець Никанор (Никанор Іванович Ювченков). Напередодні Першої світової війни у селі мешкала 2541 особа. Окрім церкви, в населеному пункті діяло дві земські і одна церковно-приходська школи, земська лікарня, працював лікар, фельдшер, акушерка і земський ветеринарний фельдшер.
У січні 1918 року вперше в селі Різдвянка встановлена радянська влада. У складній політичній ситуації селянам розібратися було важко: одні пішли за більшовиками, інші за Нестором Махном, треті підтримали Центральну Раду. Остаточно радянська влада утвердилася у Різдвянці лише 1922 року. Впродовж 1929—1930 років у селі було засновано 11 товариств спільного обробітку землі, які 1932 року об'єдналися у два колгоспи — імені 8 Березня та «Червоний партизан».
Жахливий голодомор 1932—1933 років забрав життя кількох сотень мешканців села. Тридцять родин найбільш заможних селян більшовицька влада, як куркулів, вислала до Сибіру і на Донбас.
Віроломний напад Німеччини на Радянський Союз перервав мирну працю різдвянців. На фронти німецько-радянської війни пішло 498 різдвянців. Уже в перші місяці війни високу бойову майстерність показав льотчик, командир ескадрильї 744-го авіаційного полку І. В. Манойло. За 1941—1942 роки він збив 10 ворожих літаків. 31 березня 1943 року І. В. Манойлу було посмертно присвоєне звання Героя Радянського Союзу.
Понад 250 учасників бойових дій за подвиги на фронті і в тилу були нагороджені орденами і медалями Радянського Союзу. Серед них Л. О. Валюх, Я. І. Білик, М. О. Мирошниченко, М. З. Муковський тощо.
Жахливі часи довелося пережити мешканцям села з 4 жовтня 1941 до 18 вересня 1943 року. Сотні юнаків і дівчат фашисти вивезли на примусові роботи до Німеччини. Загарбники зруйнували і спалили колгоспні будівлі, забрали худобу і реманент.
Нині в селі стоїть пам'ятник 101 воїну-визволителю та 242 землякам, які віддали своє життя за визволення рідної землі. Поряд з пам'ятником загиблим на фронтах війни землякам у 1968 році встановлено погруддя Героя Радянського Союзу льотчика-винищувача Івана Манойлова (скульптор Федір Зайцев).
1950 року різдвянські колгоспи утворили одне господарство — імені 8 Березня. Незабаром за високі досягнення у сільськогосподарському виробництві колгосп був нагороджений дипломом другого ступеня і малою золотою медаллю ВСГВ у Москві. 259 передовиків сільськогосподарського виробництва були відзначені орденами і медалями Радянського Союзу.

## У Незалежній Україні
12 червня 2020 року, відповідно до розпорядження Кабінету Міністрів України № 713-р  «Про визначення адміністративних центрів та затвердження територій територіальних громад Запорізької області», Різдвянська сільська рада об'єднана з Тернуватською селищною громадою.
17 липня 2020 року, в результаті адміністративно-територіальної реформи та ліквідації Новомиколаївського району, село увійшло до складу Запорізького району.

## Економіка
- У радянські часи на території села було два колгоспи: «8 Березня» та «Червоний партизан». Нині на території села працюють декілька приватних господарств.

## Об'єкти соціальної сфери
- Різдвянська загальноосвітня школа І–ІІІ ступенівШкола.

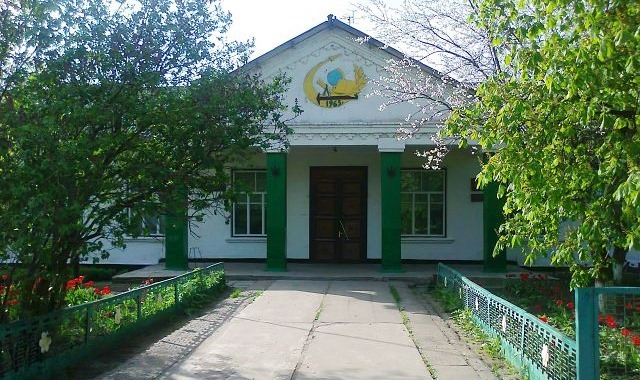
Різдвянська загальноосвітня школа І–ІІІ ступенів

- Дитячий дошкільний навчальний заклад.
- Будинок культури.
- Дільнична лікарня.

## Відомі люди
- Авраменко Світлана Миколаївна (нар. 1970) ― український вчений в галузі історії педагогіки[22] [23].
- Кривоший Олександр Петрович (1962—?) — український вчений-історик.
- Манойлов Іван Антонович (1910—1942) — український воїн, Герой Радянського Союзу.
- Рой Владислав Олександрович (1994—2019) — солдат, стрілець-помічник гранатометника 1-го відділення 1-го штурмового взводу 3-ї штурмової роти 24 ОШБ
- Сметанін Андрій Володимирович (1981—2017) — старший сержант Збройних сил України, учасник російсько-української війни